# Plinsko polje Štokman
Plinsko polje Štokman (rusko Штокмановское месторождение - "Štokmanskovoe mestoroždenie") je eno izmed največjih nahajališč zemeljskega plina na svetu. Nahaja se v Barentsovem morju, okrog 600 kilometrov severno od polotoka Kola. Zaloge so ocenjene na 3,8 bilijona kubičnih metrov (3,8×1012 m3 )zemeljskega plina in več kot 37 milijonov ton plinskega kondenzata. Polje je odkril Vladimir Štokman leta 1988. 